# Lennert Van Eetvelt
Lennert Van Eetvelt (Tienen, 17 juli 2001) is een Belgisch wielrenner die in 2023 prof werd bij Lotto Dstny.

## Carrière
Van Eetvelt begon zijn carrière bij de jeugd in lokale Tiense clubs. In 2020 sloot hij zich aan bij de opleidingsploeg van Lotto-Soudal. Hij werd in 2021 Belgisch kampioen tijdrijden bij de beloften en derde in de wegwedstrijd. In 2022 werd hij derde op het nationale kampioenschap tijdrijden voor beloften. Hij won dat jaar de Vredeskoers voor beloften. In 2022 werd hij ook tweede in de beloftenversies van Luik-Bastenaken-Luik en de Ronde van Italië.
In 2023 werd Van Eetvelt prof bij Lotto Dstny, dat hem overhevelde vanuit hun opleidingsploeg. Zijn eerste wedstrijdkilometers van dat seizoen maakte hij op Mallorca, waar hij deelnam aan drie van de vijf manches van de Challenge Mallorca: in de Trofeo Andratx werd hij derde, een dag later werd hij tweede in de Trofeo Serra de Tramuntana. Zijn debuut in de World Tour volgde in maart, toen hij aan de start stond van de Ronde van Catalonië. Na zeven etappes eindigde hij op de vijftiende plek in het klassement, op zesenhalve minuut van winnaar Primož Roglič. In mei van dat jaar won Van Eetvelt twee etappes en drie klassementen in de Alpes Isère Tour, waar hij in dienst van de opleidingsploeg aan deelnam. In juli won hij bergetappe, met aankomst bij het Bâleameer, in de Ronde van Sibiu. In het eindklassement kwam hij acht seconden te kort om Mark Donovan van de zege te houden. Wel won hij het jongerenklassement. Eind augustus maakte hij in de Ronde van Spanje zijn debuut in een Grote Ronde. 
Het seizoen 2024 begon voor Van Eetvelt wederom op Mallorca. Op zijn tweede koersdag van het jaar wist hij direct te winnen: in de Trofeo Serra Tramuntana versloeg hij Aleksandr Vlasov en Brandon McNulty in een sprint met drie. Een maand later stond hij aan de start van de Ronde van de Verenigde Arabische Emiraten. In de slotrit, met aankomt op Jebel Hafeet sprong Van Eetvelt weg uit de groep met favorieten en kwam hij als eerste over de finish. Zijn voorsprong was voldoende om ook het eindklassement op zijn naam te schrijven.

## Overwinningen
2019
Bergklassement Aubel-Thimister-Stavelot
2021
 Belgisch kampioen tijdrijden, Beloften
2022
2e etappe Vredeskoers, Beloften
Eindklassement Vredeskoers, Beloften
6e etappe Ronde van Italië, Beloften
Puntenklassement Ronde van de Elzas
2023
4e en 5e etappe Alpes Isère Tour
Eind-, punten- en jongerenklassement Alpes Isère Tour
2e etappe Ronde van Sibiu
Jongerenklassement Ronde van Sibiu
2024
Trofeo Serra Tramuntana
7e etappe Ronde van de Verenigde Arabische Emiraten
Eind- en jongerenklassement Ronde van de Verenigde Arabische Emiraten
5e etappe Ronde van Guangxi
Eind- en puntenklassement Ronde van Guangxi

## Resultaten in voornaamste wedstrijden
| Jaar | Ronde van Italië | Ronde van Frankrijk | Ronde van Spanje |
| ---- | ---------------- | ------------------- | ---------------- |
| 2023 |                  |                     | 32e              |
| 2024 |                  |                     | opgave           |
| 2025 |                  | opgave              |                  |

| Jaar | Ronde van Vlaanderen | Luik-Bast.‑Luik | Ronde van Lombardije | Waalse Pijl | Clásica San Sebastián | Strade Bianche |
| ---- | -------------------- | --------------- | -------------------- | ----------- | --------------------- | -------------- |
| 2023 |                      |                 | opgave               | 22e         |                       |                |
| 2024 |                      |                 | 7e                   |             | ↑                     | 11e            |
| 2025 | opgave               | 16e             |                      | 41e         |                       | 9e             |

### Resultaten in kleinere rondes
| Jaar | UAE Tour | Ronde van Catalonië | Ronde van Zwitserland | Ronde van Polen |
| ---- | -------- | ------------------- | --------------------- | --------------- |
| 2023 |          | 15e                 | opgave                | 15e             |
| 2024 | (1)      |                     |                       |                 |

## Ploegen
- 2023 −  Lotto Dstny
- 2024 –  Lotto Dstny
- 2025 –  Lotto

Adamietz · Beullens · Campenaerts · De Buyst · De Gendt · De Lie · Drizners · Eenkhoorn · Ewan · Frison · Grignard · Guarnieri · Kron · Livyns · Menten · Moniquet · Paasschens · Schwarzmann · Segaert (vanaf 24/2) · Selig · Sepúlveda · Slock · Sweeny · Van de Paar · Van Eetvelt · Van Gils · Van Moer · Vanhoucke (vanaf 15/8) · Vermeersch
Adamietz · Berckmoes · Beullens · Campenaerts · Currie · De Buyst · De Gendt · De Lie · Drizners · Eenkhoorn · Gregaard · Grignard · Guarnieri · Kron · Livyns · Menten · Moniquet · Paasschens · Segaert · Taminiaux · Sepúlveda · Slock · Vandenabeele · Van de Paar · Van Eetvelt · Van Gils · Van Moer · Vanhoucke · Vermeersch